# Świnarzyn
Świnarzyn – wieś na Ukrainie, w obwodzie wołyńskim, w rejonie kowelskim. W 2001 roku liczyła 406 mieszkańców.
Do 2020 w rejonie turzyskim.

## Urodzeni w Świnarzynie
- Adolf Bartoszewski – podporucznik piechoty Wojska Polskiego, uczestnik m.in. bitwy pod Monte Cassino[3].